# オビ・エニセイ運河

オビ・エニセイ運河 (Ob–Yenisei Canal) または ケット・カス運河 (Ket-Kas Canal) は、シベリアのオビ川とエニセイ川の流域を接続する廃止された水路である。

## 位置
この運河はオビ川の支流のケット川とエニセイ川の支流の大カス川をその支流や湖を利用して結んでいた。2つの水系の境界（現在のトムスク州とクラスノヤルスク地方の境界に当たる）を幅20m深さ2.1m長さ8kmの手掘りの運河が結ぶ。
もともとロシア人は川船で大河を進みながらシベリアを横断しており、ケット川と大カス川をつなぐ陸路はシベリアの河川交通の重要な一部であった。オビ・エニセイ運河は、陸路を歩いたり船から荷物を下したりすることなく両川の間を往来できるようにするためのもので、西シベリアのオビ川水系と東シベリアのエニセイ川水系を結び、シベリアを東西に横断する内陸水路を構成するという野心的な構想のもとに建設された。

## 歴史
この運河は1882年から1891年の間に建設されたが、同時期に建設されたシベリア鉄道と競合するにはあまりにも浅く狭かった。
1911年頃に運河を改良する計画があったが第一次世界大戦の始まりにより放棄された。運河はロシア内戦によりダメージを受け、1921年に運河の航行は閉鎖された。
1942年に3隻の蒸気船とカッターによりエニセイ川からオビ川への航行が行われたが、この航行は非常に困難なものであった。
現在、運河は完全に放棄されている。時折、カヌー、車、自転車、または徒歩で観光客が訪れる。

## 参照
- Евсеева Н. С. География Томской области. (Природные условия и ресурсы.). — Томск: Изд-во Томского ун-та, 2001. — 223 с. — С. 28-30.
- "Обско-Енисейский канал". ブロックハウス・エフロン百科事典: 全86巻（本編82巻と追加4巻） (ロシア語). サンクトペテルブルク. 1890–1907.
- Дмитрий Лапин. Печальная история одного грандиозного проекта // Красноярский Рабочий, 05.09.2003
- Спутниковое фото (Wikimapia)